# Itztapaltotec

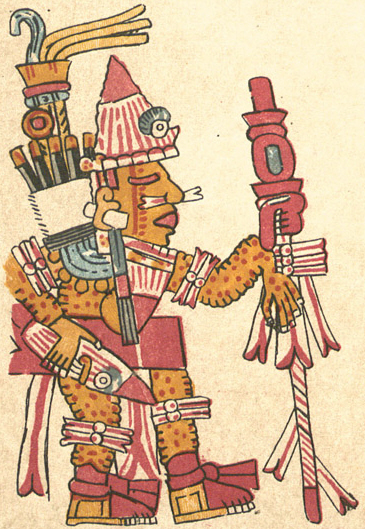
Itztapaltotec, raffigurato nel Codice Vaticanus B

Nella religione azteca, Itztapaltotec (chiamato a volte Iztapaltotec) è un aspetto del dio della fertilità Xipe Totec.

## Descrizione
Nel calendario azteco è uno dei patroni del trecena che iniziava dal giorno Uno Coniglio (ce tochtli in lingua nahuatl), in coppia con Xiuhtecuhtli, dio del fuoco. Il vero Xipe Totec è il patrono del trecena che iniziava dal giorno Uno Cane (ce itzcuintli). Itztapaltotec è una figura oscura, nota solo grazie ai tonalamatl (calendari). Brevi e confuse informazioni su di lui vengono fornite in due manoscritti collegati tra loro, il Codice Telleriano-Remensis ed il Codice Ríos (o Codice Vaticanus A).
Itztapaltotec viene raffigurato con un gigante coltello sacrificale o come ornamento della testa, o come parte stessa del suo corpo. Indossa la pelle scotennata di un uomo, e brandisce un coltello ed un aggeggio simile ad un sonaglio associato alla fertilità. Sia il grande che il piccolo coltello che porta con sé potevano essere antropomorfizzati dotandoli di occhi e denti. Questa cosa veniva spesso fatta con i coltelli veri, tranne quelli usati per i sacrifici umani, i quali non erano decorati. Secondo il Codice Telleriano-Remensis ed il Codice Ríos, la sua bocca è aperta per poter divorare le persone.
Itztapaltotec è probabilmente collegato con Itztli, un altro personaggio del calendario azteco raffigurato come personalizzazione di un coltello.

## Varie raffigurazioni di Itztapaltotec

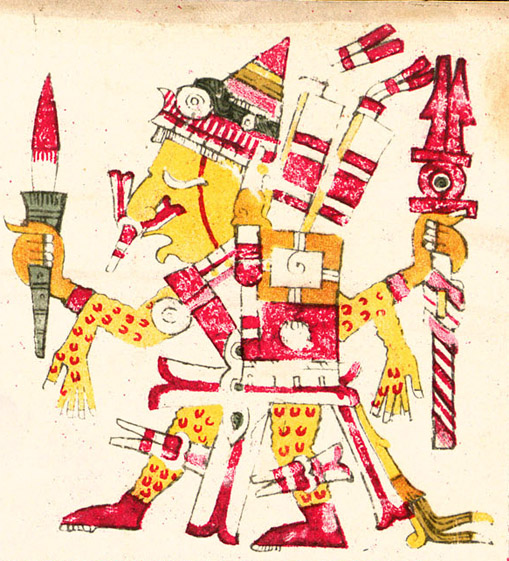
Codice Borgia
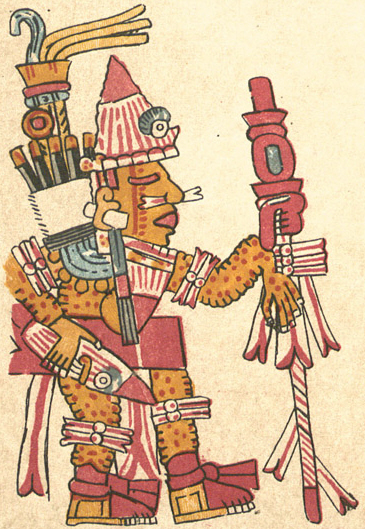
Codice Vaticanus B
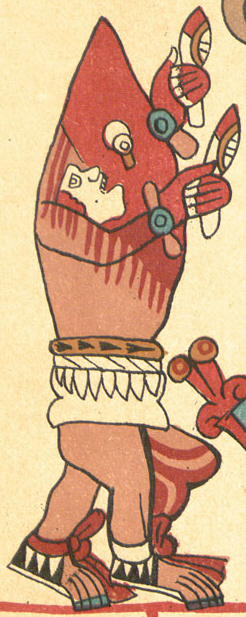
Tonalamatl Aubin
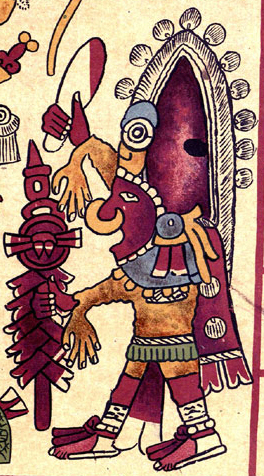
Codice Borbonicus
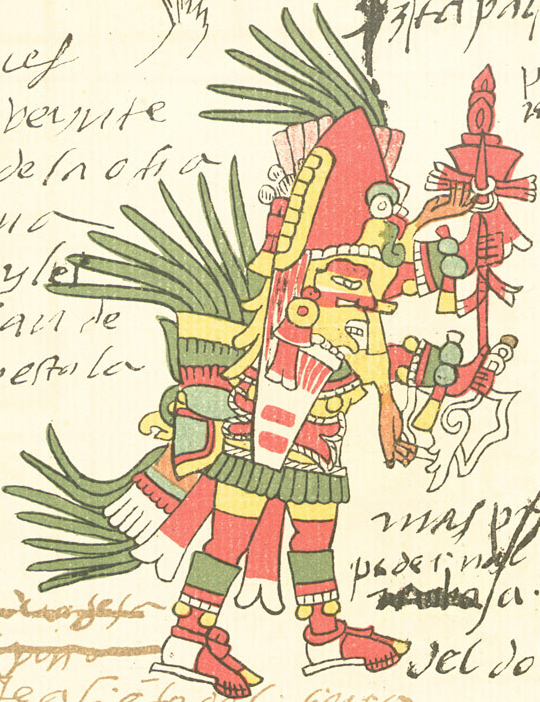
Codice Telleriano-Remensis
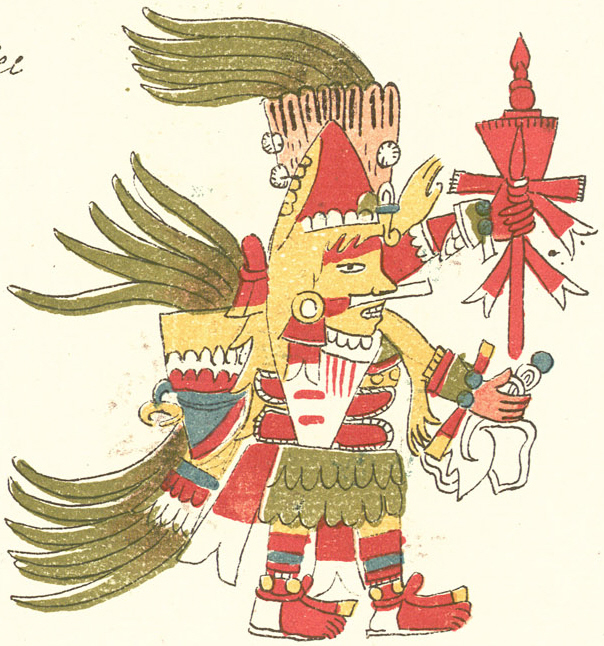
Codice Ríos